# SpaceGhostPurrp
Маркес Ролле (англ. Markese Rolle), знаний як SpaceGhostPurrp — американський репер і звукорежисер з Маямі, штат Флорида. Засновник американського хіп-хоп колективу Raider Klan та Black Money Boys.
Серед відомих членів та соратників Raider Klan - Denzel Curry, Robb Banks, Pouya, Chris Travis, Yung Simmie і Xavier Wulf. SGP здобув популярність на андеграундній хіп-хоп сцені завдяки мікстейпам, продюсуванню та роботі з іншими андеграундними артистами. Він продюсував треки для Juicy J, Lil Uzi Vert, Wiz Khalifa, Robb Banks, ASAP Mob та Lil Tracy, серед інших. 12 червня 2012 року вийшов його дебютний студійний альбом «Mysterious Phonk: Chronicles of SpaceGhostPurrp». З 2012 року SpaceGhostPurrp випустив понад 60 мікстейпів та мініальбомів. Відтоді він став добре відомим завдяки своїй ексцентричній та суперечливій публічній персоні.

## Раннє життя
SpaceGhostPurrp народився в районі Керол-Сіті в Маямі, штат Флорида. Він почав читати реп у віці 5 років і займатися продюсуванням у віці 13 років, відвідував середню школу Silver Trail у Пемброк-Пайнс і середню школу Everglades у Мірамарі. Він багамського та кубинського походження.

## Кар'єра

### 2008-11: Початок
У старших класах SpaceGhostPurrp почав часто кататися на скейтборді, але згодом вирішив, що хоче займатися музикою. Він працював над тим, щоб достроково закінчити школу. SpaceGhostPurrp почав завантажувати музику після того, як створив свій канал на YouTube «Spaceeghostpurrpmj23» 23 травня 2010 року. Ранні релізи SpaceGhostPurrp містили серії відео, які включали пісні Purrped & Chopped з візуальними ефектами в стилі соул-трейну 70/80-х років, Purrped & chopped пісні Toro y Moi і навіть відеокліп з Kreayshawn.
У серпні 2010 року SpaceGhostPurrp почав працювати над «NASA: The Mixtape». SpaceGhostPurrp заснував хіп-хоп колектив Raider Klan у 2008 році разом з Dough Dough Da Don, Kadafi, Muney Junior та Jitt. Jitt помер у 2010 році. SpaceGhostPurrp залучив до Raider Klan різних реп-виконавців, серед яких Denzel Curry, Yung Simmie, Nell, Chris Travis, Xavier Wulf, Rell, Amber London та Key Nyata, а також багато інших.
Наприкінці 2010 та на початку 2011 року SpaceGhostPurrp почав співпрацювати з Lil Ugly Mane. Це призвело до того, що Ugly Mane зробив обкладинку для його альбому «Blackland Radio 66.6».
Після виходу «Blackland Radio 66.6» 1 травня 2011 року, через кілька тижнів SpaceGhostPurrp оголосив, що працює над п'ятьма мікстейпами, які мали вийти у 2011 році, під назвами «MIND OF PURRP», «SUMMA PHONK VOL.ONE», «TRILLUMINATTI», «BLVCK MVRDOC», а також над спільним проєктом з Mishka NYC під назвою «SON OF EYE». SpaceGhostPurrp випустив сингли для всіх цих мікстейпів, однак, він так і не випустив ці мікстейпи через зміну напрямку, коли він приземлився і залишився в Нью-Йорку, щоб почати співпрацювати з ASAP Mob. Влітку 2011 року SpaceGhostPurrp також працював з реперами Speak! та Juicy J.
У серпні 2011 року SpaceGhostPurrp переїхав до Нью-Йорка, щоб жити і працювати з учасниками ASAP Mob. Наприкінці вересня 2011 року SpaceGhostPurrp оголосив, що залишає Trilluminatti і тепер працює над новим мікстейпом під назвою «GOD OF BLVCK». Цей мікстейп вийшов у лютому 2012 року.

### 2012-13:Mysterious Phonk: The Chronicles of SpaceGhostPurrp
На початку 2012 року SpaceGhostPurrp підписав разовий контракт з британським інді-лейблом 4AD і почав реміксувати треки зі своїх попередніх мікстейпів для свого дебютного альбому. Окрім власних пісень, він також робив біти для інших артистів (переважно тих, що входять до Raider Klan), але також продюсував для інших людей. Він спродюсував один трек під назвою «T.A.P.» для Taylor Allderdice, мікстейп Wiz Khalifa, а також «Keep it G» та «Pretty Flacko» для ASAP Rocky.
Його дебютний альбом під назвою «Mysterious Phonk: Chronicles of SpaceGhostPurrp» вийшов 12 червня 2012 року і складається переважно з реміксованих треків з попередніх мікстейпів. Іноді він працював з репером Juicy J і спродюсував кілька треків з альбому Juicy J «Blue Dream & Lean». Він також був запрошеним виконавцем на альбомі Juicy J «Deez Bitches Rollin'» разом з репером Speakz. SpaceGhostPurrp також з'явився на дебютному спільному альбомі Domo Genesis та The Alchemist «No Idols» на треку «Daily News» (також за участю Earl Sweatshirt та Action Bronson), а також на альбомі Freddie Gibbs «Kush Cloud» разом з Krayzie Bone.
SpaceGhostPurrp розповів в інтерв'ю про майбутній проєкт з реп-гуртом Odd Future, який підтримує його, граючи свою музику на концертах з моменту виходу мікстейпу «BLACKLAND RADIO 66.6». 16 липня 2012 року SpaceGhostPurrp розпочав свій перший тур з хардкор-панк-гуртом Trash Talk. Міні-тур тривав з 16 по 23 липня - чотири концерти в Каліфорнії, один в Орегоні та два у Вашингтоні. Його пісня «The Black God» посіла 46 місце у списку 50 найкращих пісень 2012 року за версією Pitchfork. Він також виступав у Маямі під час фестивалю Ultra Music Festival 17 березня 2013 року, разом з іншими членами Raider Klan Yung Simmie та Klan Rico.

### 2014-15: Intoxxxicated та інші проєкти
19 січня 2014 року SpaceGhostPurrp випустив компіляцію під назвою «58 Blunts of Purrp», що складалася з його власних пісень, важкодоступних треків, а також тих, які він або спродюсував, або записав. 28 лютого 2014 року SpaceGhostPurrp випустив 18-трековий мікстейп під назвою «B.M.W. 2: IntoXXXicated», який не містив жодного треку і повернувся до лоуфай звучання своїх попередніх мікстейпів. Згодом він випустив дещо іншу версію «B.M.W. 2: IntoXXXicated», в якій були змінені темпи деяких пісень, і хоча загальна якість звуку була дещо покращена, він все ще зберіг більшу частину лоуфай якості, як і раніше. Кілька місяців по тому його ремастерили, видалили деякі треки, додали новий трек і випустили як альбом на iTunes під назвою «IntoXXXicated».
На початку 2015 року SpaceGhostPurrp випустив два нових проєкти, перший з яких отримав назву «Dark Angel» і вийшов 13 січня. Другий проєкт, 5-трековий мініальбом під назвою «Money Mendoza», вийшов 25 січня. Пізніше того ж року SpaceGhostPurrp покинув Маямі і переїхав до Атланти, де займався музикою з такими артистами, як Father і OG Maco. У квітні 2015 року SpaceGhostPurrp випустив дві компіляції. Одна з них отримала назву «VENENO», що є розширеною версією мініальбому, щ вийшов раніше того ж року, а інший — «PYRO Era», що складається здебільшого з треків, виданих у 2014 та 2015 роках. 9 травня новий мініальбом «Richest Revenge» під псевдонімом Money Mendoza вийшов через його акаунт в Instagram. У травні 2015 року Raider Klan випустив «Raider Klan Records: The Mixtape», у якому були присутні біти та вокал SpaceGhostPurrp.
24 червня 2015 року Dej Loaf випустив пісню за участю Young Thug під назвою "Shawty", співпродюсером якої виступив Young Roc, і яка містила семпл інструментальної частини пісні «RAIDER PRAYER» з альбому SpaceGhostPurrp «Mysterious Phonk: The Chronicles of SPACEGHOSTPURRP». SpaceGhostPurrp не був акредитований співпродюсером, що призвело до невеликого конфлікту у Twitter, який незабаром був вирішений мирно.

### 2016-сьогодення: Blackland Radio 66.6 2 і 3
9 травня 2016 року SpaceGhostPurrp випустив мікстейп під назвою «Blackland Radio 66.6 Pt. 2» ексклюзивно на DatPiff. Спочатку не помічений, «Blackland Radio 66.6 Pt. 2» зараз широко вважається одним з найкращих проєктів SpaceGhostPurrp.
Після завершення 2016 року Tiny Mix Tapes визнав колектив SpaceGhostPurrp Black Money Boys Death Row (BMB) одним зі своїх улюблених лейблів за 2016 рік, зазначивши, що: «Звучання BMB - це зловісний поворот на тему матеріалу епохи MySpace, який випускали Soulja Boy та Lil B, приправлений туманним гедонізмом Glo Gang, що був притаманний дріл-гедонізму. Дискографії афіліатів часто розкидані по декількох акаунтах SoundCloud, розміщені у друзів, поховані в багатих бек-каталогах, а іноді видаляються через кілька днів після свого зародження. Стежити за BMB Death Row - це тримати їхню веб-присутність під постійним наглядом або ж ризикувати проґавити класний новий реліз».
На початку 2017 року SpaceGhostPurrp підписав угоду з лейблом Yeah We On Entertainment, LLC, який розповсюджує раніше видані роботи SpaceGhostPurrp під своїм ім'ям.

## Вплив
SpaceGhostPurrp перераховував багато артистів, які вплинули на нього, серед яких Каньє Вест, Wiz Khalifa, Gucci Mane, Poison Clan, Paris, Three 6 Mafia, UGK, Bone Thugs-n-Harmony, Big L, Eazy-E, 2Pac та DJ Screw.
Він співпрацював з багатьма своїми кумирами, зокрема з Juicy J на його мікстейпі «Blue Dream & Lean», що вийшов 2012 року. SpaceGhostPurrp часто пов'язує своє темне «фонкове» звучання з небезпечним і жорстоким середовищем, в якому він виріс у Керол-Сіті, яке він називає «Blackland», пов'язуючи його з посиланнями на пекло і сатанинською символікою у своєму критично визнаному мікстейпі «Blackland Radio 66.6».
Він, як і інші члени Raider Klan, неодноразово згадував про розстріл Трейвона Мартіна, а також написав пісню-триб'ют під назвою «No Evidence», яка вийшла на його альбомі «Mysterious Phonk: The Chronicles of SpaceGhostPurrp». SpaceGhostPurrp також заявив, що є великим шанувальником екстремальних метал-гуртів, таких як Meshuggah.
Його ім'я походить від імені головного персонажа телесеріалу Hanna Barbera «Space Ghost» 1966 року та його пародійного ток-шоу 1994 року «Space Ghost Coast to Coast».

## Особисте життя
На прямій трансляції на YouTube 25 серпня 2019 року, яке пізніше було перезавантажено, Ролле розповів, що у нього аутизм.

## Конфлікти
Наприкінці 2011 року ASAP Yams, A&R-артист і співзасновник незалежного на той час колективу ASAP Mob, відкрив для себе SpaceGhostPurrp та його музику через Tumblr. Ямс розповів SpaceGhostPurrp, що йому сподобався його мікстейп «Blackland Radio 66.6», і запросив його приєднатися до ASAP Mob у Нью-Йорку. SpaceGhostPurrp почав продюсувати музику для ASAP Rocky, який був великим шанувальником музики SpaceGhostPurrp, в тому числі «Keep it G» з проривного мікстейпу Rocky, «Live. Love. A$AP».
SpaceGhostPurrp і ASAP Mob залишалися друзями, поки SpaceGhostPurrp не посварився з ASAP Twelvyy у Твіттері в грудні 2011 року. Це призвело до того, що Rocky висміяв Raider Klan у пісні під назвою «Yao Ming (Remix)». Цей реліз Рокі спричинив подальшу сварку у Твіттері між SpaceGhostPurrp та ASAP Mob, але вона була нетривалою, коли інші члени ASAP Mob виступили на захист SpaceGhostPurrp.
Приблизно через тиждень після цього Рокі випустив «Pretty Flacko» як респект жанру Trillwave і SpaceGhostPurrp. SpaceGhostPurrp і учасники ASAP Mob знову були в добрих стосунках аж до квітня 2012 року, коли ASAP Mob зіграли невиданий трек SpaceGhostPurrp на фестивалі Coachella, що призвело до ще однієї короткочасної суперечки, яка закінчилася погано, цього разу між SpaceGhostPurrp і ASAP Yams. Протягом решти 2012 та початку 2013 року ASAP Mob використовували частину музики SpaceGhostPurrp, не визнаючи його авторства, для створення треків «I Need Money» (який згодом став «Max Julien») та «Suddenly» ASAP Rocky.
Ворожнеча була тихою, і вони, здавалося, були в добрих стосунках, поки колишній член Raider Klan Stoops не зазнав нападу з боку ASAP Twelvyy в червні 2012 року. Це призвело до того, що ворожнеча між SpaceGhostPurrp і ASAP Twelvyy досягла свого піку і врешті-решт поширилася на весь Raider Klan і ASAP Mob. Ворожнеча швидко перейшла у фізичну площину в листопаді 2012 року, коли члени Raider Klan разом з SpaceGhostPurrp напали на членів ASAP Mob за межами Маямі. Це призвело до того, що ASAP Nast викликав поліцію, а SpaceGhostPurrp заарештували.
У березні 2013 року SpaceGhostPurrp та його колектив вкотре напали на ASAP Mob у їхньому рідному Нью-Йорку. Ворожнеча швидко почала згасати в плані агресії і перейшла в соціальні мережі. За словами SpaceGhostPurrp, ворожнеча з ASAP Mob була вирішена ще до смерті ASAP Yams у 2015 році, але ASAP Bari завадив SpaceGhostPurrp і ASAP Mob возз'єднатися, таким чином увічнивши конфлікт.

## Дискографія

### Студійні альбоми
- 2012 — Mysterious Phonk: Chronicles of SpaceGhostPurrp

### Мініальбоми
- 2009 — Why So Serious (як Muney Jordan)
- 2014 — Larry Bird Season
- 2015 — Dark Angel (як SpaceGhostPurrp)
- 2015 — Money Mendoza
- 2015 — Richest Revenge (як Money Mendoza)
- 2016 — Blackland Radio 666: Pt. 2 - Episode 1 (як SpaceGhostPurrp AKA Purrple Haze)
- 2016 — New Season 2K17
- 2017 — Richest Revenge 2
- 2017 — Winter's Mine 4
- 2017 — Angry America
- 2017 — Miami Music Pistol Music Homicide Music ( Miami Dade County 2017 ) (як SpaceGhostPurrp Da Lean Plug)
- 2017 — Qream
- 2017 — Overkill 2
- 2017 — Enemies
- 2017 — Underworld (з Spookyli)
- 2017 — Florida Baby
- 2017 — Florida Stick Drill
- 2018 — Bal Harbour
- 2018 — Lil Vamp
- 2018 — Blood Moon (як Vampire Money)

### Мікстейпи
- 2010 — Wavvy Chronicles (як Muney Jordan)
- 2010 — NASA: The Mixtape
- 2011 — Purpped & Chopped
- 2011 — BLVCKLVND RVDIX 66.6 (1991)
- 2011 — CLVB NVZV 1995: Purrped & Chopped
- 2012 — GXX XX BXXXK Volume. 1
- 2012 — B.M.W.
- 2013 — The Winter's Mine
- 2014 — B.M.W. 2: IntoXXXicated
- 2014 — NASA Gang (Remastered)
- 2015 — Dark Angels (Bonus Tracks)
- 2015 — Dark Angel Instrumentals
- 2015 — Winter's Mine 2
- 2015 — Veneno
- 2015 — Winter's Mine 3
- 2016 — Chopped by Purrp
- 2016 — Blackland Radio 66.6 Pt. 2 - Episode 1
- 2016 — Blood Red Moet
- 2016 — Overkill
- 2016 — Purrple Haze (як Purrple Haze)
- 2016 — God of Black EP Vol. 2 - The X-Tacy Tape
- 2017 — ICX CRXVM DXMXN 1.8 (з Spookyli)
- 2017 — Winter‘s Mine 5 (як Vamp Money)
- 2018 — Vampire Life The Mixtape (Free Jim Jones Mixtape)
- 2018 — Rihanna's Baby Daddy
- 2018 — Gladiator Season (Volume 1) (з TrippJones)
- 2018 — Florida Flame Part 1
- 2018 — MarDragon+
- 2019 — Welcome to Vampland (з Spookyli)
- 2019 — Please Don't Wake Me; I Am Exhausted (з XVNИ¥)
- 2019 — Dragon Nigga No Slime
- 2019 — Florida Finna Kill Da Whole World (Miami Dade County 305)
- 2020 — SpaceGhostPussy Response ( End of ASAP Rocky AKA ASAP Sissy Pony )
- 2020 — COVAMP
- 2020 — Z-REX 3005

### Збірки
- 2010 — NASA Underground - Lost Tapes: 1991–'93
- 2010 — NASA Underground - Lost Tapes: 1994–'96
- 2011 — NASA Underground - Lost Tapes: 1997–2000
- 2012 — Blvck Phonk
- 2013 — Best of S.G.P.: Sizzurp Tape
- 2014 — 58 Blunts of Purrp